# (6955) Ekaterina
(6955) Ekaterina est un astéroïde de la ceinture principale.

## Description
(6955) Ekaterina est un astéroïde de la ceinture principale. Il fut découvert le 25 septembre 1987 à Naoutchnyï par Lioudmila Jouravliova. Il présente une orbite caractérisée par un demi-grand axe de 3,11 UA, une excentricité de 0,17 et une inclinaison de 1,0° par rapport à l'écliptique.

## Compléments